# 愛宕神社 (東京都港區)
愛宕神社是位於日本東京都港區愛宕一丁目的一座神社。這座神社位於山手線內罕見的自然形成山峰愛宕山的山頂，總本社是京都的愛宕神社。

## 外部連結
- 愛宕神社 （页面存档备份，存于）